# Road Race Showcase 2018
Navigation
Édition précédente Édition suivante
La 51e édition du Road Race Showcase 2018 (officiellement appelé le 2018 Continental Tire Road Race Showcase) a été une course de voitures de sport organisée sur le circuit de Road America au Wisconsin, aux États-Unis, qui s'est déroulée le 5 août 2018. Il s'agissait de la neuvième manche du championnat United SportsCar Championship 2018 et toutes les catégories de voitures du championnat ont participé à la course.

## Engagés
La liste officielle des engagés était composée de 33 voitures, dont 13 en Prototypes, 8 en Grand Touring Le Mans et 12 en Grand Touring Daytona.

## Qualifications
| Pos. | Classe | N°  | Équipe                                 | Pilote                | Temps          | Tours |
| ---- | ------ | --- | -------------------------------------- | --------------------- | -------------- | ----- |
| 1    | P      | 85  | JDC Miller Motorsports                 | Robert Alon           | 1 min 51 s 933 | 4     |
| 2    | P      | 7   | Acura Team Penske                      | Ricky Taylor          | 1 min 52 s 140 | 2     |
| 3    | P      | 54  | CORE Autosport                         | Colin Braun           | 1 min 52 s 340 | 5     |
| 4    | P      | 10  | Konica Minolta Cadillac DPi-V.R        | Renger van der Zande  | 1 min 52 s 430 | 5     |
| 5    | P      | 6   | Acura Team Penske                      | Juan Pablo Montoya    | 1 min 52 s 780 | 3     |
| 6    | P      | 77  | Mazda Team Joest                       | Oliver Jarvis         | 1 min 52 s 813 | 5     |
| 7    | P      | 5   | Mustang Sampling Racing                | João Barbosa          | 1 min 52 s 867 | 4     |
| 8    | P      | 55  | Mazda Team Joest                       | Harry Tincknell       | 1 min 53 s 161 | 4     |
| 9    | P      | 31  | Whelen Engineering Racing              | Eric Curran           | 1 min 53 s 257 | 5     |
| 10   | P      | 99  | JDC Miller Motorsports                 | Mikhail Goikhberg     | 1 min 53 s 435 | 4     |
| 11   | P      | 52  | AFS/PR1 Mathiasen Motorsports          | Gustavo Yacamán       | 1 min 53 s 545 | 3     |
| 12   | P      | 2   | Tequila Patrón ESM                     | Scott Sharp           | 1 min 53 s 626 | 6     |
| 13   | P      | 22  | Tequila Patrón ESM                     | Johannes van Overbeek | 1 min 54 s 092 | 6     |
| 14   | GTLM   | 66  | Ford Chip Ganassi Racing               | Dirk Müller           | 2 min 02 s 479 | 4     |
| 15   | GTLM   | 67  | Ford Chip Ganassi Racing               | Ryan Briscoe          | 2 min 02 s 650 | 5     |
| 16   | GTLM   | 3   | Corvette Racing                        | Antonio García        | 2 min 02 s 746 | 5     |
| 17   | GTLM   | 912 | Porsche GT Team                        | Laurens Vanthoor      | 2 min 03 s 114 | 6     |
| 18   | GTLM   | 4   | Corvette Racing                        | Oliver Gavin          | 2 min 03 s 170 | 4     |
| 19   | GTLM   | 24  | BMW Team RLL                           | Jesse Krohn           | 2 min 03 s 331 | 5     |
| 20   | GTLM   | 25  | BMW Team RLL                           | Alexander Sims        | 2 min 03 s 645 | 3     |
| 21   | GTLM   | 911 | Porsche GT Team                        | Nick Tandy            | 2 min 03 s 673 | 4     |
| 22   | GTD    | 58  | Wright Motorsports                     | Patrick Long          | 2 min 06 s 593 | 3     |
| 23   | GTD    | 14  | 3GT Racing                             | Dominik Baumann       | 2 min 06 s 850 | 2     |
| 24   | GTD    | 48  | Paul Miller Racing                     | Madison Snow          | 2 min 07 s 226 | 3     |
| 25   | GTD    | 63  | Scuderia Corsa                         | Cooper MacNeil        | 2 min 07 s 317 | 6     |
| 26   | GTD    | 33  | Mercedes-AMG Team Riley Motorsports    | Ben Keating           | 2 min 07 s 561 | 6     |
| 27   | GTD    | 73  | Park Place Motorsports                 | Patrick Lindsey       | 2 min 07 s 944 | 2     |
| 28   | GTD    | 86  | Meyer Shank Racing avec Curb Agajanian | Katherine Legge       | 2 min 08 s 280 | 2     |
| 29   | GTD    | 96  | Turner Motorsport                      | Robby Foley           | 2 min 08 s 402 | 5     |
| 30   | GTD    | 44  | Magnus Racing                          | John Potter           | 2 min 08 s 947 | 6     |
| 31   | GTD    | 93  | Meyer Shank Racing avec Curb Agajanian | Justin Marks          | 2 min 12 s 272 | 2     |
| 32   | GTD    | 15  | 3GT Racing                             | Pas de temps          | Pas de temps   |       |
| 33   | GTD    | 51  | Squadra Corse Garage Italia            | Pas de temps          | Pas de temps   |       |

## Course

### Classement de la course
- Les vainqueurs de chaque catégorie sont signalés par un fond jauni.
- Pour la colonne Pneus, il faut passer le curseur au-dessus du modèle pour connaître le manufacturier de pneumatiques.

| Pos | Classe | no  | Écurie                                 | Pilotes                                  | Châssis                        | Pneus | Tours | Temps               |
| Pos | Classe | no  | Écurie                                 | Pilotes                                  | Moteur                         | Pneus | Tours | Temps               |
| --- | ------ | --- | -------------------------------------- | ---------------------------------------- | ------------------------------ | ----- | ----- | ------------------- |
| 1   | P      | 54  | CORE Autosport                         | Jon Bennett Colin Braun                  | Oreca 07                       | C     | 69    | 2 h 40 min 44 s 562 |
| 1   | P      | 54  | CORE Autosport                         | Jon Bennett Colin Braun                  | Gibson GK428 4,2 l V8 Atmo     | C     | 69    | 2 h 40 min 44 s 562 |
| 2   | P      | 99  | JDC Miller Motorsports                 | Mikhail Goikhberg Stephen Simpson        | Oreca 07                       | C     | 69    | + 2 s 389           |
| 2   | P      | 99  | JDC Miller Motorsports                 | Mikhail Goikhberg Stephen Simpson        | Gibson GK428 4,2 l V8 Atmo     | C     | 69    | + 2 s 389           |
| 3   | P      | 31  | Whelen Engineering Racing              | Eric Curran Felipe Nasr                  | Cadillac DPi-V.R               | C     | 69    | + 2 s 397           |
| 3   | P      | 31  | Whelen Engineering Racing              | Eric Curran Felipe Nasr                  | Cadillac 5,5 l V8 Atmo         | C     | 69    | + 2 s 397           |
| 4   | P      | 10  | Konica Minolta Cadillac DPi-V.R        | Jordan Taylor Renger van der Zande       | Cadillac DPi-V.R               | C     | 69    | + 10 s 573          |
| 4   | P      | 10  | Konica Minolta Cadillac DPi-V.R        | Jordan Taylor Renger van der Zande       | Cadillac 5,5 l V8 Atmo         | C     | 69    | + 10 s 573          |
| 5   | P      | 6   | Acura Team Penske                      | Dane Cameron Juan Pablo Montoya          | Acura ARX-05                   | C     | 69    | + 17 s 056          |
| 5   | P      | 6   | Acura Team Penske                      | Dane Cameron Juan Pablo Montoya          | Acura AR35TT 3,5 l V6 Turbo    | C     | 69    | + 17 s 056          |
| 6   | P      | 22  | Tequila Patrón ESM                     | Johannes van Overbeek Pipo Derani        | Nissan Onroak DPi              | C     | 69    | + 21 s 512          |
| 6   | P      | 22  | Tequila Patrón ESM                     | Johannes van Overbeek Pipo Derani        | Nissan VR38DETT 3,8 l V6 Turbo | C     | 69    | + 21 s 512          |
| 7   | P      | 5   | Mustang Sampling Racing                | Filipe Albuquerque Christian Fittipaldi  | Cadillac DPi-V.R               | C     | 69    | + 23 s 862          |
| 7   | P      | 5   | Mustang Sampling Racing                | Filipe Albuquerque Christian Fittipaldi  | Cadillac 5,5 l V8 Atmo         | C     | 69    | + 23 s 862          |
| 8   | P      | 55  | Mazda Team Joest                       | Jonathan Bomarito Harry Tincknell        | Mazda RT24-P                   | C     | 69    | + 32 s 276          |
| 8   | P      | 55  | Mazda Team Joest                       | Jonathan Bomarito Harry Tincknell        | Mazda MZ-2.0T 2,0 l I4 Turbo   | C     | 69    | + 32 s 276          |
| 9   | P      | 2   | Tequila Patrón ESM                     | Scott Sharp Ryan Dalziel                 | Nissan Onroak DPi              | C     | 69    | + 33 s 229          |
| 9   | P      | 2   | Tequila Patrón ESM                     | Scott Sharp Ryan Dalziel                 | Nissan VR38DETT 3,8 l V6 Turbo | C     | 69    | + 33 s 229          |
| 10  | P      | 7   | Acura Team Penske                      | Hélio Castroneves Ricky Taylor           | Acura ARX-05                   | C     | 69    | + 33 s 983          |
| 10  | P      | 7   | Acura Team Penske                      | Hélio Castroneves Ricky Taylor           | Acura AR35TT 3,5 l V6 Turbo    | C     | 69    | + 33 s 983          |
| 11  | P      | 77  | Mazda Team Joest                       | Oliver Jarvis Tristan Nunez              | Mazda RT24-P                   | C     | 69    | + 34 s 619          |
| 11  | P      | 77  | Mazda Team Joest                       | Oliver Jarvis Tristan Nunez              | Mazda MZ-2.0T 2,0 l I4 Turbo   | C     | 69    | + 34 s 619          |
| 12  | P      | 85  | JDC Miller Motorsports                 | Robert Alon Simon Trummer                | Oreca 07                       | C     | 68    | + 1 tour            |
| 12  | P      | 85  | JDC Miller Motorsports                 | Robert Alon Simon Trummer                | Gibson GK428 4,2 l V8 Atmo     | C     | 68    | + 1 tour            |
| 13  | GTLM   | 67  | Ford Chip Ganassi Racing               | Ryan Briscoe Richard Westbrook           | Ford GT                        | M     | 66    | + 3 tours           |
| 13  | GTLM   | 67  | Ford Chip Ganassi Racing               | Ryan Briscoe Richard Westbrook           | Ford EcoBoost 3,5 l V6 Turbo   | M     | 66    | + 3 tours           |
| 14  | GTLM   | 4   | Corvette Racing                        | Oliver Gavin Tommy Milner                | Chevrolet Corvette C7.R        | M     | 66    | + 3 tours           |
| 14  | GTLM   | 4   | Corvette Racing                        | Oliver Gavin Tommy Milner                | Chevrolet LT 5,5 l V8 Atmo     | M     | 66    | + 3 tours           |
| 15  | GTLM   | 3   | Corvette Racing                        | Antonio García Jan Magnussen             | Chevrolet Corvette C7.R        | M     | 66    | + 3 tours           |
| 15  | GTLM   | 3   | Corvette Racing                        | Antonio García Jan Magnussen             | Chevrolet LT 5,5 l V8 Atmo     | M     | 66    | + 3 tours           |
| 16  | GTLM   | 912 | Porsche GT Team                        | Earl Bamber Laurens Vanthoor             | Porsche 911 RSR                | M     | 66    | + 3 tours           |
| 16  | GTLM   | 912 | Porsche GT Team                        | Earl Bamber Laurens Vanthoor             | Porsche 4,0 l Flat-6 Atmo      | M     | 66    | + 3 tours           |
| 17  | GTLM   | 911 | Porsche GT Team                        | Patrick Pilet Nick Tandy                 | Porsche 911 RSR                | M     | 66    | + 3 tours           |
| 17  | GTLM   | 911 | Porsche GT Team                        | Patrick Pilet Nick Tandy                 | Porsche 4,0 l Flat-6 Atmo      | M     | 66    | + 3 tours           |
| 18  | GTD    | 58  | Wright Motorsports                     | Patrick Long Christina Nielsen           | Porsche 911 GT3 R              | C     | 66    | + 3 tours           |
| 18  | GTD    | 58  | Wright Motorsports                     | Patrick Long Christina Nielsen           | Porsche 4,0 l Flat-6           | C     | 66    | + 3 tours           |
| 19  | GTD    | 48  | Paul Miller Racing                     | Bryan Sellers Madison Snow               | Lamborghini Huracán GT3        | C     | 66    | + 3 tours           |
| 19  | GTD    | 48  | Paul Miller Racing                     | Bryan Sellers Madison Snow               | Lamborghini 5,2 l V10          | C     | 66    | + 3 tours           |
| 20  | GTD    | 63  | Scuderia Corsa                         | Cooper MacNeil Alessandro Pier Guidi     | Ferrari 488 GT3                | C     | 66    | + 3 tours           |
| 20  | GTD    | 63  | Scuderia Corsa                         | Cooper MacNeil Alessandro Pier Guidi     | Ferrari F154CB 3,9 l V8 Turbo  | C     | 66    | + 3 tours           |
| 21  | GTD    | 96  | Turner Motorsport                      | Robby Foley Markus Palttala              | BMW M6 GT3                     | C     | 66    | + 3 tours           |
| 21  | GTD    | 96  | Turner Motorsport                      | Robby Foley Markus Palttala              | BMW 4,4 l V8 Turbo             | C     | 66    | + 3 tours           |
| 22  | GTD    | 33  | Mercedes-AMG Team Riley Motorsports    | Jeroen Bleekemolen Ben Keating           | Mercedes-AMG GT3               | C     | 66    | + 3 tours           |
| 22  | GTD    | 33  | Mercedes-AMG Team Riley Motorsports    | Jeroen Bleekemolen Ben Keating           | Mercedes-AMG M159 6,2 l V8     | C     | 66    | + 3 tours           |
| 23  | GTD    | 14  | 3GT Racing                             | Dominik Baumann Kyle Marcelli            | Lexus RC F GT3                 | C     | 66    | + 3 tours           |
| 23  | GTD    | 14  | 3GT Racing                             | Dominik Baumann Kyle Marcelli            | Lexus 5,0 l V8                 | C     | 66    | + 3 tours           |
| 24  | GTD    | 86  | Meyer Shank Racing avec Curb Agajanian | Katherine Legge Álvaro Parente           | Acura NSX GT3                  | C     | 66    | + 3 ours            |
| 24  | GTD    | 86  | Meyer Shank Racing avec Curb Agajanian | Katherine Legge Álvaro Parente           | Acura 3,5 l V6 Turbo           | C     | 66    | + 3 ours            |
| 25  | GTD    | 93  | Meyer Shank Racing avec Curb Agajanian | Lawson Aschenbach Justin Marks           | Acura NSX GT3                  | C     | 66    | + 3 tours           |
| 25  | GTD    | 93  | Meyer Shank Racing avec Curb Agajanian | Lawson Aschenbach Justin Marks           | Acura 3,5 l V6 Turbo           | C     | 66    | + 3 tours           |
| 26  | GTD    | 44  | Magnus Racing                          | Andy Lally John Potter                   | Audi R8 LMS                    | C     | 65    | Abd                 |
| 26  | GTD    | 44  | Magnus Racing                          | Andy Lally John Potter                   | Audi 5,2 l V10                 | C     | 65    | Abd                 |
| 27  | GTLM   | 25  | BMW Team RLL                           | Connor De Phillippi Alexander Sims       | BMW M8 GTE                     | M     | 64    | Abd                 |
| 27  | GTLM   | 25  | BMW Team RLL                           | Connor De Phillippi Alexander Sims       | BMW S63 4,0 l V8 Bi-Turbo      | M     | 64    | Abd                 |
| 28  | GTLM   | 66  | Ford Chip Ganassi Racing               | Joey Hand Dirk Müller                    | Ford GT                        | M     | 63    | + 6 tours           |
| 28  | GTLM   | 66  | Ford Chip Ganassi Racing               | Joey Hand Dirk Müller                    | Ford EcoBoost 3,5 l V6 Turbo   | M     | 63    | + 6 tours           |
| 29  | GTD    | 51  | Squadra Corse Garage Italia            | Francesco Piovanetti Ozz Negri           | Ferrari 488 GT3                | C     | 63    | + 6 tours           |
| 29  | GTD    | 51  | Squadra Corse Garage Italia            | Francesco Piovanetti Ozz Negri           | Ferrari F154CB 3,9 l V8 Turbo  | C     | 63    | + 6 tours           |
| 30  | GTLM   | 24  | BMW Team RLL                           | John Edwards Jesse Krohn                 | BMW M8 GTE                     | M     | 52    | Abd                 |
| 30  | GTLM   | 24  | BMW Team RLL                           | John Edwards Jesse Krohn                 | BMW S63 4,0 l V8 Bi-Turbo      | M     | 52    | Abd                 |
| 31  | P      | 52  | AFS/PR1 Mathiasen Motorsports          | Sebastián Saavedra Gustavo Yacamán       | Ligier JS P217                 | C     | 47    | Abd                 |
| 31  | P      | 52  | AFS/PR1 Mathiasen Motorsports          | Sebastián Saavedra Gustavo Yacamán       | Gibson GK428 4,2 l V8 Atmo     | C     | 47    | Abd                 |
| 32  | GTD    | 73  | Park Place Motorsports                 | Patrick Lindsey Jörg Bergmeister         | Porsche 911 GT3 R              | C     | 39    | Abd                 |
| 32  | GTD    | 73  | Park Place Motorsports                 | Patrick Lindsey Jörg Bergmeister         | Porsche 4,0 l Flat-6           | C     | 39    | Abd                 |
| 33  | GTD    | 15  | 3GT Racing                             | Jack Hawksworth David Heinemeier Hansson | Lexus RC F GT3                 | C     |       | Np                  |
| 33  | GTD    | 15  | 3GT Racing                             | Jack Hawksworth David Heinemeier Hansson | Lexus 5,0 l V8                 | C     |       | Np                  |

## Pole position et record du tour
- Pole position :  Robert Alon (#85 JDC Miller Motorsports) en 1 min 51 s 933
- Meilleur tour en course :  Simon Trummer (#85 JDC Miller Motorsports) en 1 min 52 s 802

## Tours en tête
- #85 Oreca 07 - JDC Miller Motorsports : 17 tours (1-17)[4]
- #31 Cadillac DPi-V.R - Whelen Engineering Racing : 38 tours (18-37 / 40-57)
- #77 Mazda RT24-P - Mazda Team Joest : 2 tours (38-39)
- #10 Cadillac DPi-V.R - Konica Minolta Cadillac DPi-V.R : 8 tours (58-65)
- #55 Mazda RT24-P - Mazda Team Joest : 1 tour (66)
- #54 Oreca 07 - CORE Autosport : 3 tours (67-69)

## À noter
- Longueur du circuit : 4,048 miles
- Distance parcourue par les vainqueurs : 279,31 miles